# Абердин (Айдахо)
Абердин (англ. Aberdeen) — місто в окрузі Бінґгем, штат Айдахо, США. Згідно з переписом 2010 року населення становило 1994 особи, що на 154 особи більше, ніж 2000 року.

## Демографія

### Перепис 2010 року
Згідно з переписом 2010 року, у місті проживало 1 994 осіб у 615 домогосподарствах у складі 466 родин. Густота населення становила 747,5 особи/км². Було 667 помешкань, середня густота яких становила 250,0/км². Расовий склад міста: 60,2 % білих, 0,1 % афроамериканців, 0,7 % індіанців, 0,1 % азіатів, 37,5 % інших рас, а також 1,5 % людей, які зараховують себе до двох або більше рас. Іспанці та латиноамериканці незалежно від раси становили 54,1 % населення.
Із 615 домогосподарств 49,6 % мали дітей віком до 18 років, які жили з батьками; 59,0 % були подружжями, які жили разом; 10,6 % мали господиню без чоловіка; 6,2 % мали господаря без дружини і 24,2 % не були родинами. 20,0 % домогосподарств складалися з однієї особи, у тому числі 10,7 % віком 65 і більше років. У середньому на домогосподарство припадало 3,24 мешканця, а середній розмір родини становив 3,79 особи.
Середній вік жителів міста становив 28,1 року. Із них 37,2 % були віком до 18 років; 8,7 % — від 18 до 24; 24,2 % від 25 до 44; 19,8 % від 45 до 64 і 10,1 % — 65 років або старші. Статевий склад населення: 50,6 % — чоловіки і 49,4 % — жінки.

### Перепис 2000 року
Згідно з переписом 2000 року, у місті проживало 1 840 осіб у 603 домогосподарствах у складі 435 родин. Густота населення становила 696,5 особи/км². Було 654 помешкання, середня густота яких становила 247,6/км². Расовий склад міста: 66,30 % білих, 0,11 % афроамериканців, 0,71 % індіанців, 0,33 % азіатів, 0,05 % тихоокеанських остров'ян, 28,91 % інших рас і 3,59 % людей, які зараховують себе до двох або більше рас. Іспанці та латиноамериканці незалежно від раси становили 39,29 % населення.
Із 603 домогосподарств 41,0 % мали дітей віком до 18 років, які жили з батьками; 60,7 % були подружжями, які жили разом; 7,5 % мали господиню без чоловіка, і 27,7 % не були родинами. 26,7 % домогосподарств складалися з однієї особи, у тому числі 14,6 % віком 65 і більше років. У середньому на домогосподарство припадало 3,05 мешканця, а середній розмір родини становив 3,75 особи.
Віковий склад населення: 38,3 % віком до 18 років, 7,2 % від 18 до 24, 25,4 % від 25 до 44, 17,1 % від 45 до 64 і 12,0 % від 65 років і старші. Середній вік жителів — 29 років. Статевий склад населення: 48,9 % — чоловіки і 51,1 % — жінки.
Середній дохід домогосподарств у місті становив US$28 625, родин — $31 393. Середній дохід чоловіків становив $27 537 проти $19 531 у жінок. Дохід на душу населення в місті був $10 907. Приблизно 14,9 % родин і 20,5 % населення перебували за межею бідності, включаючи 27,0 % віком до 18 років і 14,2 % від 65 і старших.